# Zack Hemsey
Zack Hemsey (New Jersey, 30 gennaio 1983) è un compositore e musicista statunitense.
Noto soprattutto per la realizzazione di musiche per trailer cinematografici, tra cui in particolare nel 2010, del brano Mind Heist, inserito come sfondo musicale nel secondo trailer del film Inception. Altri suoi brani furono utilizzati per i trailer di pellicole cinematografiche come The Town, Trust, Robin Hood e  Lincoln.
In particolare il suo brano intitolato Vengeance è stato usato per la scena della battaglia finale nel film di The Equalizer - Il vendicatore.
Zack Hemsey partì da uno stile musicale hip-pop, arrivando al genere della colonna sonora cinematografica, pur sempre mantenendo il suo culto del citato hip pop e del rap.
Nelle sue composizioni più recenti, il suo stile è dominato da sonorità elettriche legate a sfondi orchestrali, riuscendo ad ottenere musica adrenalinica perfettamente compatibile con l'azione e la spettacolarità di determinate pellicole cinematografiche.

## Biografia
Hemsey è cresciuto in New Jersey e ha una sorella maggiore, Tara. Ispirato dalle colonne sonore cinematografiche e dal metal, ha deciso di diventare compositore dopo essersi laureato alla Palisades Park High School nel 2001 iscrivendosi alla Rutgers University, ottenendo una  Magna cum laude in musica e filosofia.
Durante gli studi ha lavorato come assistente presso "RMI", prima di entrare a far parte dello studio musicale "The Lodge" dal novembre 2005 all'agosto 2007. Successivamente ha iniziato la sua carriera da solista come compositore e musicista.
Circa due anni dopo, ha anche completato il suo coinvolgimento con "Nine Leaves", un ensemble hip-hop che usava musica classica, dove ha lavorato come compositore e poeta.
Riprende la sua carriera da solista poco dopo e pubblica vari album, tra cui i più famosi: The Way nel 2011, Ronin nel 2013 e Nomad nel 2016.
È sposato con Heather Hemsey, che a volte canta nelle sue canzoni, e ha due figlie: Scarlett, nata nel 2017, e Willow, nata nel 2014.

## Discografia

### Album
- Nine Leaves (2006)
- Peace In Death (2008)
- Empty Room (2010)
- Empty Room (The Instrumentals) (2010)
- The Way (2011)
- Ronin (2013)
- Nomad (2016)
- Goliath (2018)

### Singoli
- Empty Room (Trailer Version) (2010)
- R.E.F. (Warrior's Lullabye) (2010))
- Lifespan (Resurrection) (2011)
- Revelations (Remix) (2011)
- Changeling (New Beginnings) (2011)
- That Which You Seek (2012)
- The Home Of A People (2012)

### EPs
- Mind Heist (2011)
- Finding Home (2012)

## Film trailer
| Film      | Song Title   | Year |
| --------- | ------------ | ---- |
| Inception | "Mind Heist" | 2010 |
| The Town  | "Redemption" | 2010 |
| Trust     | "Changeling" | 2011 |